# Shericka Williams
Shericka Williams (* 17. September 1985 in Black River) ist eine jamaikanische Sprinterin, die sich auf den 400-Meter-Lauf spezialisiert hat.
Bei den Leichtathletik-Weltmeisterschaften 2005 in Helsinki und 2007 in Osaka gewann sie jeweils eine Silbermedaille mit der jamaikanischen 4-mal-400-Meter-Staffel, schied im Einzelwettbewerb jedoch im Halbfinale aus. Bei den Commonwealth Games 2006 in Melbourne wurde sie Fünfte.
Bei den Olympischen Spielen 2008 in Peking gewann sie über die 400 Meter mit ihrer persönlichen Bestzeit von 49,69 s die Silbermedaille hinter Christine Ohuruogu (GBR) und vor Sanya Richards (USA) und die Bronzemedaille mit der jamaikanischen 4-mal-400-Meter-Staffel.
Bei den Leichtathletik-Weltmeisterschaften 2009 in Berlin gewann sie in neuer persönlicher Bestzeit von 49,32 s die Silbermedaille und eine weitere Silbermedaille mit der jamaikanischen 4-mal-400-Meter-Staffel.
Im Jahr 2011 erreichte sie bei den Weltmeisterschaften in Daegu das Finale über 400 Meter und belegte dort mit einer Zeit von 50,79 s den sechsten Platz. Mit der 4-mal-400-Meter-Staffelmannschaft gewann sie zusammen mit Rosemarie Whyte, Davita Prendergast und Novlene Williams-Mills in der Zeit von 3:18,71 min die Silbermedaille.
Bei den Olympischen Sommerspielen 2012 in London gewann sie mit der jamaikanischen 4-mal-400-Meter-Staffelmannschaft Silber.
Shericka Williams ist 1,67 m groß und wiegt 54 kg. Sie wuchs im Distrikt Whitehall des Saint Elizabeth Parish auf, besuchte die St. Elizabeth Technical High School und studierte an der University of Technology (UTech) in Kingston. Sie ist mit dem Cricket-Spieler Jerome Taylor liiert.

## Persönliche Bestzeiten
- 100 m: 11,34 s, Belgrad, 29. Mai 2007
- 200 m: 22,50 s, Rieti, 7. September 2008
- 400 m: 49,32 s, Berlin, 18. August 2009